# Броварка
Броварка или Каратуль (укр. Броварка, Каратуль) — левый приток реки Трубеж, протекающий по Бориспольскому району (Киевская область). В среднем течении называется Яненка.

## География
Длина — 52 км. Площадь бассейна — 338 км². Скорость течения — 0,1. Является магистральным каналом и служит водоприёмником системы каналов (осушительной системы). Русло реки урегулировано гидротехническими сооружениями. Река используется для хозяйственных нужд.
На протяжении почти (кроме среднего течения) всей длины выпрямлено в канал (канализировано), в нижнем течении шириной 8 м и глубиной 1,8 м, в верхнем соответственно 10 м и 2,5 м. В среднем течении пересыхает.
Река берёт начало на болотном массиве — северо-западнее села Броварки — на административной границе Киевской и Черкасской областей. Река течёт на северо-запад. Впадает в реку Трубеж (на 20-м км от её устья) южнее села Гайшин.
Долина трапециевидная, шириной до 2 км, глубиной 15 м. Пойма шириной до 300 м, занята очагами заболоченными с луговой растительностью, лесными насаждениями. Питание смешанное. Замерзает в конце ноября, тает в марте. Вода гидрокарбонатно-магниевого состава (минерализация 0,6-0,8 г/дм³).
Притоки: Гнилка

## Населённые пункты
Населённые пункты на реке (от истока к устью):
1. Тарасовка
2. Пологи-Яненки
3. Ульяновка
4. Пологи-Чеботки
5. Пологи-Вергуны
6. Перше Травня
7. Натягайловка
8. Лецки
9. Вининцы
10. Малая Каратуль
11. Воскресенское
12. Великая Каратуль
13. Марьяновка
14. Плескачи
15. Чирское